# 笛卡儿主义
笛卡兒主义（英語：Cartesianism）是勒内·笛卡兒开创的哲学和科学体系，并由17世纪的思想家（包括尼古拉·马勒伯朗士、巴魯赫·斯賓諾莎）继承发展。笛卡兒通常被看作是第一个强调运用理性对于自然科学发展的重要作用的思想家。笛卡兒认为，哲学是一个囊括了一切知识的思想体系，这表现在如下方面：
笛卡兒把心灵与肉体看作是全然分离的。关于现实的感觉和知觉被看成是错误和幻觉的来源，可靠的真理只在于形而上学心灵的存在中。心灵可以和物理身体相互作用，却不存在于身体之中，甚至不存在于一个类似身体的物理平台上。至于心灵和身体如何相互作用这个问题则一直困扰着笛卡兒和他的后继者，对此，不同的笛卡兒主义者会给出不同的说法。

## 本体论
笛卡兒认为一切存在都是无非是由三种实体构成的，它们具有各自不同的本质：
- 物质：具有三维的广延
- 心灵：具有自我意识的思维
- 上帝：具有必然的存在

## 认识论
笛卡兒把“如何获得可靠的知识”这一问题（认识论）提到哲学探索的日程上。有人认为，这是笛卡兒在哲学史上留下的最大影响。
笛卡兒主义是一种理性主义，它主张可以通过演绎推理从“天赋观念”先天地得到科学知识。因此笛卡兒主义反对亚里士多德主义和经验主义，后两者认为世界上一切知识都来源于感觉经验。
对笛卡兒而言，是天主赋予了我们演绎推理的能力，因此也可以相信天主是不会欺骗我们的。

## 地域分布
在笛卡兒居住时间最长的荷兰，笛卡兒的学说在大学教授和讲师之间广为流行。
在德国，笛卡兒学说的影响要小得很多，而且在德荷交界地区的德语笛卡兒主义者（如东弗里斯兰的医疗数学家伊沃·高克斯）往往选择在荷兰发表自己的著作。
笛卡兒主义在法国相当流行，在杨森主义中也产生了一定影响（如安托万·阿尔诺）。但法国的教会逐渐抵制笛卡兒主义，在意大利也是如此。
笛卡兒的学说没能在意大利流传开，这大概与笛卡兒的书目在1663年被列为禁書有关。
在英国，由于宗教和其他某些原因，笛卡兒主义没有为人们广泛接受。亨利·莫尔最初关注到了笛卡兒的学说，而他对于笛卡兒的态度的转变一定程度上也反映出了其他英国人的想法：“极快地接受，对积攒的矛盾进行严格考察，最后放弃”。

## 著名的笛卡兒主义者

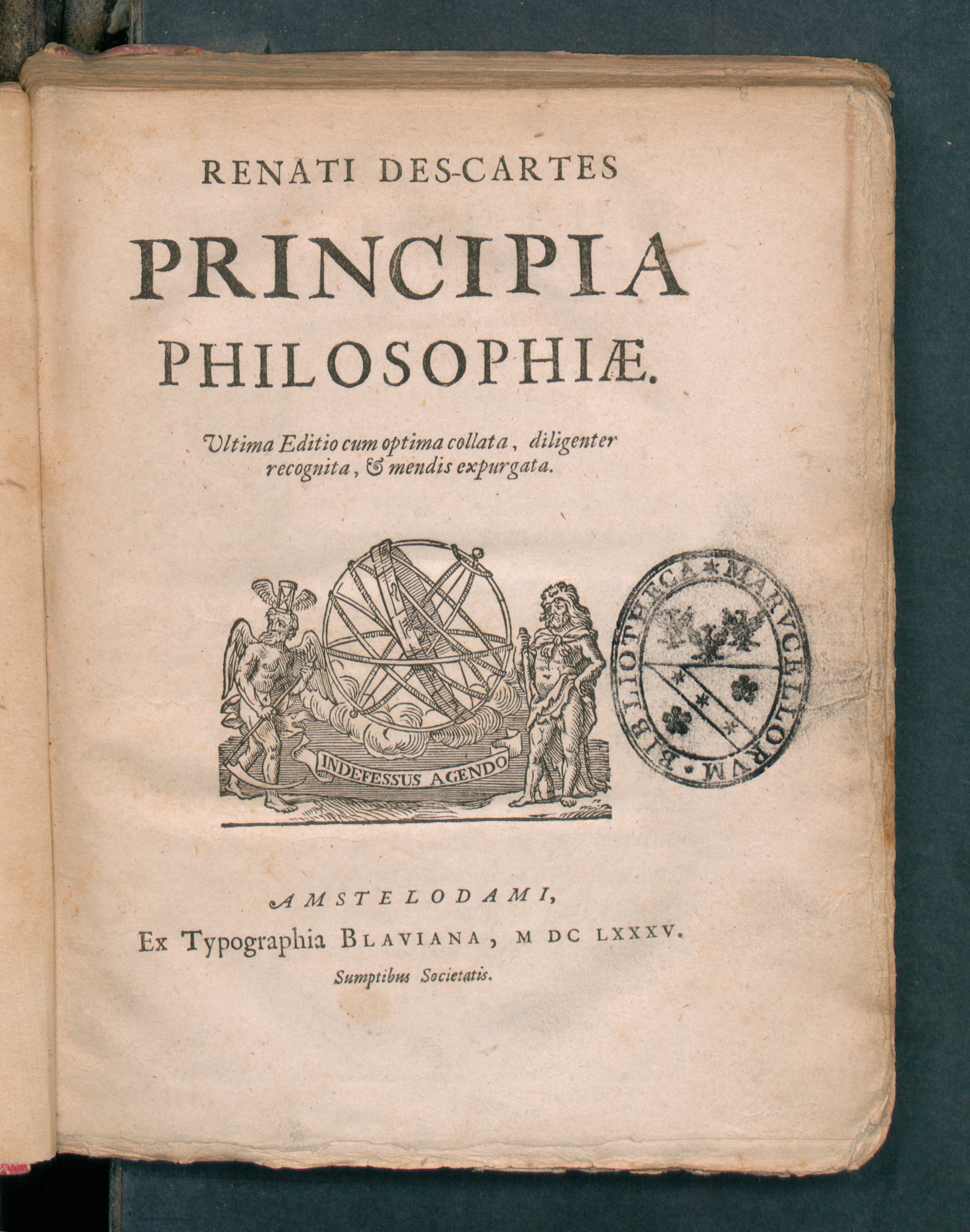
《哲学原理》，出版於1685年

- 安托万·阿尔诺
- 巴尔塔扎·贝克尔（英语：Balthasar Bekker）
- 托马索·坎帕伊拉（英语：Tommaso Campailla）[9]
- 约翰内斯·克劳贝格（英语：Johannes Clauberg）
- 米凯兰杰洛·法尔代拉（英语：Michelangelo Fardella）
- 安托万·勒格朗（英语：Antoine Le Grand）
- 阿德里安·赫雷博尔德（英语：Adriaan Heereboord）
- 尼古拉·马勒伯朗士
- 弗朗索瓦·普兰·德拉巴尔（英语：François Poullain de la Barre）
- 埃德姆·普尔绍（英语：Edmond Pourchot）
- 皮埃尔-西尔万·雷吉斯（英语：Pierre-Sylvain Régis）
- 亨德里克·德罗伊（英语：Henricus Regius）
- 雅克·罗奥（英语：Jacques Rohault）
- 克里斯托夫·维蒂希（英语：Christopher Wittich）

## 相关文献
- Francisque Bouillier, Histoire de la philosophie cartésienne (2 volumes) Paris: Durand 1854 (reprint: BiblioBazaar 2010).
- Eduard Jan Dijksterhuis, Descartes et le cartésianisme hollandais. Études et documents Paris: PUF 1951.
- Tad M. Schmaltz (ed.), Receptions of Descartes. Cartesianism and Anti-Cartesianism in Early Modern Europe New York: Routledge 2005.
- Richard A. Watson, The Downfall of Cartesianism 1673–1712. A Study of Epistemological Issues in Late 17th Century Cartesianism The Hague: Martinus Nijhoff 1966.